# Ivan Kopecký
Ivan Kopecký (* 29. ledna 1946) je bývalý český fotbalista, obránce a fotbalový trenér.

## Fotbalová kariéra
Hrál za Slavii Praha a VP Frýdek-Místek. V československé lize nastoupil ve 137 utkáních a dal 4 góly. V Poháru UEFA nastoupil ve 4 utkáních a dal 2 góly.

## Ligová bilance
| Ročník                                   | Zápasy | Góly | Klub             |
| ---------------------------------------- | ------ | ---- | ---------------- |
| 1. československá fotbalová liga 1967/68 | 14     | 0    | Slavia Praha     |
| 1. československá fotbalová liga 1968/69 | 24     | 1    | Slavia Praha     |
| 1. československá fotbalová liga 1969/70 | 23     | 1    | Slavia Praha     |
| 1. československá fotbalová liga 1970/71 | 25     | 0    | Slavia Praha     |
| 1. československá fotbalová liga 1976/77 | 29     | 2    | VP Frýdek-Místek |
| CELKEM 1. liga                           | 137    | 4    |                  |

## Trenérská kariéra
V lize trénoval FC Vítkovice (1985–1988), Slávii Praha (1988–1989), FC Baník Ostrava (1992) a Drnovice (1998–1999). V letech 1990–1992 trénoval československý olympijský výběr a v letech 1993–1998 trénoval českou reprezentaci do 21 let. S Vítkovicemi získal ligový titul. 13. října 2012 se stal trenérem druholigové Čáslavi. Trenér roku 1986.